# Nausibius
Nausibius (лат.) — род жуков из семейства Silvanidae (надсемейство Cucujoidea). Известно около 10 видов.

## Распространение
Встречается в Новом Свете: в Северной Америке, Карибском бассейне, Центральной Америке и Южной Америке. Но вид Nausibius clavicornis был завезён во все части света в результате торговли и прижился в более тёплых регионах. Он стал космополитныи и обнаружен во многих регионах мира, в том числе, в Африке, Австралии, Европе и Северной Азии (за исключением Китая), Америке, Океании и Южной Азии.

## Экология
Экология малоизвестна, но для части видов известно их обитание под корой. Инвазивный вид Nausibius clavicornis также обнаружен на многих продуктах хранения, включая рис, сушёные яблоки имбирь, зерно и какао-бобы, но чаще всего его находят на сахаре.

## Описание
Мелкие жуки. Длина тела от 2,5 до 13 мм. Представители этого рода имеют шесть умеренно или хорошо развитых боковых зубцов на переднеспинке, но они не такие острые, как у рода Oryzaephilus, и на переднеспинке отсутствуют сильные латеральные и медиальные продольные гребни, характерные для большинства видов Oryzaephilus. Кроме того, в отличие от Oryzaephilus, у них нет третьего сегмента лапок. У видов Nausibius основание надкрылий часто приподнято на короткое расстояние с обеих сторон около щитика и умеренно или сильно вдавлено. В целом самцы более вытянуты, чем самки, имеют более удлинённый пронотум, а также демонстрируют вторичные половые признаки на средних и задних ногах. Род содержит одного из крупнейших представителей семейства Silvanidae (Silvaninae), Nausibius ingens, длина которого составляет около 13 мм, в то время как несколько видов находятся в диапазоне 3—5 мм, один из них имеет длину всего 2,5 мм. Известно 12 современных и один ископаемый вид из ровенского янтаря. Род был впервые выделен в 1858 году австрийским энтомологом Людвигом Редтенбахером (1814—1876).
- Nausibius brevicornis Sharp, 1899
- Nausibius clavicornis (Kugelann in Schneider, 1794)
- Nausibius gigas Grouvelle, 1896
- Nausibius grouvellei Sharp, 1899
- Nausibius inermis Grouvelle, 1896
- Nausibius ingens Grouvelle, 1896
- Nausibius major Zimmerman, 1869
- †Nausibius radchenkoi Alekseev et al., 2023[4]
- Nausibius repandus LeConte, 1866
- Nausibius sahlbergi Grouvelle, 1896
- Nausibius silvanoides Sharp, 1899
- Nausibius sinuatus Grouvelle, 1896
- Nausibius wagneri Grouvelle, 1912